# Giliastrum gypsophilum
Giliastrum gypsophilum är en blågullsväxtart som först beskrevs av Billie Lee Turner, och fick sitt nu gällande namn av J.M. Porter. Giliastrum gypsophilum ingår i släktet Giliastrum och familjen blågullsväxter. Inga underarter finns listade i Catalogue of Life.